# Attleborough (Warwickshire)
Attleborough – dzielnica miasta Nuneaton, w Anglii, w Warwickshire, w dystrykcie Nuneaton and Bedworth. W 2011 roku dzielnica liczyła 7676 mieszkańców.